# Batalla de Rocheservière
La batalla de Rocheservière, va tenir lloc durant la guerra de Vendée de 1815.

## Preludi
Tornat d'Anjou, el general Jean Lamarque, ajudat per Brayer, va sortir de Nantes amb 3.000 homes, l'11 de juny de 1815, es va unir a Travot a Machecoul, el 12 de juny va ocupar Legé i Palluau. Lamarque tenia 6.000 homes, el 17 de juny es va assabentar que els Vendéans, en nombre de 8.000 i comandats per d'Autichamp, Sapinaud i Suzannet, es trobaven als voltants de Rocheservière al nord-est.

## La batalla
Tanmateix, les forces de la Vendée estaven ben posicionades, Suzannet es trobava a les altures de Rocheservière, protegida a l'oest pel Boulogne, un riu difícil de creuar per a un exèrcit. Saint-Hubert es trobava a Saint-André-Treize-Voies, nou quilòmetres a l'est de Rocheservière. Pel que fa a Charles d'Autichamp, estava situat a Vieillevigne al nord-est, a 7 quilòmetres de Rocheservière i a 4 quilòmetres de Saint-André.
Aquestes posicions serien difícils d'atacar pels imperials, però de sobte el 19 de juny, els Vendéans van evacuar Rocheservière, aparentment en contra dels desitjos de Suzannet, i van arribar a Mormaison cap al sud-est. Els imperials van atacar, els Vendéan Caçadors de Travot es van enfrontar a un grup de Vendéans comandat per La Sorinière i du Doré a La Grolle, situat entre Rocheservière i Saint-André. Suzannet, però, va aconseguir portar la seva cavalleria que va obligar a Travot a retirar-se. Després, Suzannet va portar totes les seves tropes a La Grolle.
L'endemà, 20 de juny, Suzannet va decidir anar a trobar-se amb els imperialistes. Va escriure a d'Autichamp, el general en cap, demanant-li que fes el mateix, però ell es va negar, creient que havia de mantenir-se en les seves posicions. Suzannet i Saint-Hubert van creuar llavors Boulogne sols i van marxar a trobar els imperials. Els dos exèrcits es van trobar al pantà de Grand-Collet al sud-oest de Rocheservière. No obstant això, les tropes de Saint-Hubert i Suzannet es trobaven a certa distància entre elles, per la qual cosa les tropes imperials van entrar en contacte per primera vegada amb les forces de Saint-Hubert, aquestes últimes, agafades del flanc pels caçadors de la Vendée de Travot, van ser encaminat. Suzannet va arribar massa tard al camp de batalla, observant la derrota de Saint-Hubert, va llançar una càrrega desesperada contra les línies imperials, però durant la lluita que va seguir Suzannet es va esfondrar, greument ferit per una bala imperial. Lamarque va cridar llavors la seva cavalleria i les forces de Suzannet van fugir al seu torn.
Per la seva banda, a Vieillevigne, el general d'Autichamp va ser informat dels combats al landa de Grand-Collet, es va dirigir immediatament en direcció a Rocheservière, però només va poder constatar la derrota de les forces de Suzannet i de Sant-Hubert. D'Autichamp va decidir llavors situar els seus homes en defensa al pont que travessava Boulogne. Però Lamarque va fer que les seves tropes travessin el riu als guals, els imperials van entrar a Rocheservière i després van agafar els Vendéans per darrere. Van entrar en pànic i van fugir, retirant-se en desordre cap al nord cap a Clisson. L'endemà, el general Suzannet va morir de les seves ferides a Aigrefeuille-sur-Maine.